# 356 г. пр.н.е.
356 (триста петдесет и шеста) година преди новата ера (пр.н.е.) е година от доюлианския (Помпилийски) римски календар.

## Родени
- 20 юли – Александър III Македонски, владетел на Древна Македония († 323 г. пр.н.е.)